# Antigues reserves índies d'Oklahoma

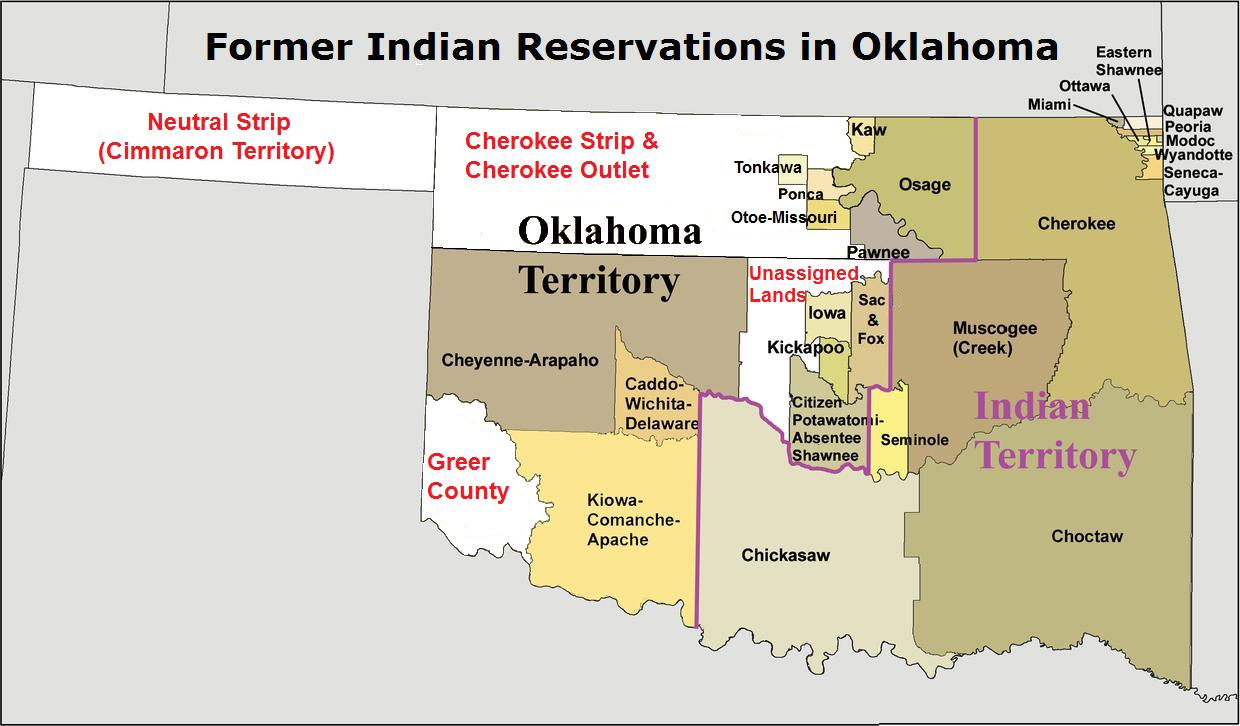
"Antigues reserves índies a Oklahoma" com foren definides originalment per IRS Notice 98-45 emesa en 1998, basada en els territoris indis suzeranis que existien abans que Oklahoma fos estat

Les antigues reserves índies d'Oklahoma són les reserves índies en les terres que actualment és l'estat d'Oklahoma. Abans d'obtenir la condició d'Estat, tant el territori d'Oklahoma com el Territori Indi contenien nacions índies sobiranes que tenien fronteres establertes legalment. El govern federal dels EUA va trencar terres tribals col·lectives a través d'un procés d'adjudicació abans de l'establiment d'Oklahoma com estat el 1907. En lloc de les reserves, les tribus índies d'Oklahoma tenen àrees jurisdiccionals tribals, mentre que la Nació Osage és l'única excepció. Confirmat per l'Osage Nation Reaffirmation Act de 2004 la Nació Osage conserva els drets minaires de la seva reserva, l'anomenada "Reserva subterrània."
Com a part del procés de reorganització tribal, en el marc de l'Oklahoma Indian Welfare Act de 1936, es va crear el concepte d'"antigues reserves índies a Oklahoma"; aquesta és la terra identificada pel Secretari de l'Interior que es defineix pel límit de l'antiga reserva d'una tribu índia a Oklahoma.
El terme "ex reserves Indígenes a Oklahoma" no s'ha de confondre amb el terme àrea estadística tribal d'Oklahoma, que és una definició del cens dels Estats Units i representa els límits de les reserves abans que Oklahoma va esdevenir un estat i es poden estendre més enllà de les fronteres de l'Estat d'Oklahoma. La informació estadística tribal d'Oklahoma ha estat disponible des del cens de 1990.

## Antecedents
En preparació per a l'admissió d'Oklahoma en la unió en "peu d'igualtat amb els Estats originals" el 1907, a través d'una sèrie de lleis, incloent l'Oklahoma Organic Act i l'Oklahoma Enabling Act, el Congrés va dissoldre unilateralment tots els governs tribals sobirans dins de l'estat d'Oklahoma, transferint totes les terres tribals per patent de terra (o primer títol) a qualsevol dels membres tribals individuals, i es ven als membres no-tribals en ordre d'arribada (normalment per Land run), o era posseïda en fideïcomís pel govern federal en benefici dels membres de les tribus.
El 1936, el Govern Federal havia canviat la seva política respecte a les tribus índies, i les nacions indígenes dins de l'estat d'Oklahoma van ser reintegrades per l'Oklahoma Indian Welfare Act. No obstant això, l'estat d'Oklahoma és un Estat sobirà i els poders i autoritats d'altres reserves que no són a Oklahoma no va poder ser retornats des de l'Estat d'Oklahoma.
El Congrés va tractar de rectificar encara més la situació a través de la Omnibus Budget Reconciliation Act de 1993, que va autoritzar incentius fiscals substancials basats en alguna activitat empresarial dins de les reserves índies. El Congrés volia assegurar que aquests beneficis serien també disponible a Oklahoma en incloure en la definició legal de "reserva índia" el terme "ex reserves índies d'Oklahoma." En una esmena de 1997, aquestes terres van ser definides com aquelles terres com "les actuals àrees jurisdiccionals" de les tribus índies d'Oklahoma, segons ho determini el Secretari de l'Interior.

## Beneficis fiscals
En 1998 l'IRS va emetre Notice 98-45 que va establir els límits de les antigues reserves índies a Oklahoma. A efectes fiscals, les terres antigues i actuals de les tribus índies són tractades com si fossin una reserva índia, independentment de la propietat actual. Aproximadament 2/3 de l'Estat d'Oklahoma es tracta com si es tractés d'una reserva indígena a efectes fiscals.
En 2010,l'IRS dictà el Memoràndum AM2010-33 que va autoritzar a una tribu d'Oklahoma a emetre Bons Tribals de Desenvolupament Econòmic.

### Recuperació de Despesa Accelerada (Depreciació)
El Codi de Rendes Internes de 1986 (modificada) preveu l'amortització accelerada dels béns addicionals (Codi Sec. 168) situats en una reserva índia (com es defineix més amunt). En general, els programes de depreciació són aproximadament un terç del temps de programes de depreciació regulars. Per ser elegible, la propietat ha de:
- Ser utilitzat pel contribuent en la seva major part en la conducció activa d'una indústria o negoci en una reserva índia de forma regular.
- No ser utilitzat o situat fora de la reserva índia de forma regular.
- No ser utilitzat en la realització o tipus d'habitatge I, II o III del joc com es defineix en l'Indian Regulatory Act.
- No ser propietat de lloguer residencial.
- No ser propietat d'una persona que està obligada a utilitzar el "sistema d'amortització alternatiu".
- Entra en servei abans de l'1 de gener de 2008

Aquests programes de depreciació accelerada s'han programat per expirar, i reautorizats en diverses ocasions des de la seva implementació.

### Beneficis pel desenvolupament econòmic
Una HUBZone és un programa de Small Business Administration (administració de petites empreses) que concedeix incentius a empreses per situar-se i contractar persones a Zones de Negocis Històricament Infrautilitzades (HUBZ). En addició als criteris d'ingressos, les terres dins dels límits externs d'una reserva índia reconeguda federalment, o una ex reserva índia a Oklahoma n'estan incloses. Les agències governamentals han de gastar almenys el 3% dels seus pressupostos amb els principals contractistes situades en aquestes zones.

## Departament de Defensa d'Incentius Indis
El Departament de Defensa (DoD) del Programa d'Incentius Indis, part de l'Oficina de Petites Empreses, ofereix un descompte del 5% a un contractista principal, basat en la quantitat total subcontractada a una empresa econòmica propietat d'amerindis o d'una organització ameríndia. Per qualificar, l'organització ha de ser d'almenys el 51% propietat d'una entitat (o membre de la tribu) d'una tribu reconeguda federalment.